# Zbigniew Ferszt
Zbigniew Ferszt (ur. 6 marca 1960, zm. 5 września 2015) – polski siatkarz, reprezentant Polski.

## Kariera sportowa
Był zawodnikiem Płomienia Milowice, z którym zdobył Puchar Polski w 1985. W ekstraklasie występował w latach 1980–1988.
W 1979 wystąpił na mistrzostwach Europy juniorów, zajmując z drużyną 8. miejsce. W reprezentacji Polski seniorów wystąpił 8 razy w latach 1980–1986.